# Billedkunstnerisk praksis I & II
Billedkunstnerisk praksis I & II er en dokumentarfilm fra 1999 instrueret af Dola Bonfils efter eget manuskript.

## Handling
Praksis I: Billedkunstnerne Søren Jensen (Danmark) og Eric Hattan (Schweiz) fører en indledende samtale om form og indhold i deres arbejde, en anden dag, et andet sted (Praksis II) er det Cai-Ulrich von Platen (Danmark), der møder Jan Håfström (Sverige) ...en indledning til et samarbejde og en dokumentation på video.